# Conception Bay South
Conception Bay South är en ort i Kanada.   Den ligger i provinsen Newfoundland och Labrador, i den östra delen av landet, 1 700 km öster om huvudstaden Ottawa. Conception Bay South ligger 48 meter över havet och antalet invånare är 17 087.
Terrängen runt Conception Bay South är huvudsakligen platt, men åt nordost är den kuperad. Havet är nära Conception Bay South åt nordväst. Närmaste större samhälle är Mount Pearl, 16,4 km öster om Conception Bay South. 
I omgivningarna runt Conception Bay South växer i huvudsak blandskog. Runt Conception Bay South är det ganska tätbefolkat, med 207 invånare per kvadratkilometer.